# Ioan Glogojanu
 (signalé en mai 2025).
Si vous disposez d'ouvrages ou d'articles de référence ou si vous connaissez des sites web de qualité traitant du thème abordé ici, merci de compléter l'article en donnant les références utiles à sa vérifiabilité et en les liant à la section « Notes et références ».
- Archive Wikiwix
- Bing
- Cairn
- DuckDuckGo
- E. Universalis
- Gallica
- Google
- G. Books
- G. News
- G. Scholar
- Persée
- Qwant
- (zh) Baidu
- (ru) Yandex
- (wd) trouver des œuvres sur Wikidata

Ioan Glogojanu est un général roumain né le 1er juillet 1888 à Râmnicu Sărat et mort le 22 octobre 1941 à Odessa. 
Il sert dans l’armée roumaine de 1909 jusqu’à sa mort en 1941, atteignant le grade de général de division à titre posthume.

## Carrière militaire
Au cours de sa carrière, Glogojanu participe à la Première Guerre mondiale et à la Seconde Guerre mondiale. Il commande la 10e division d’infanterie roumaine et il est nommé administrateur militaire d’Odessa après la prise de la ville par les forces de l’Axe en 1941. Le 22 octobre 1941, il est tué dans une explosion à son quartier général, orchestrée par des agents soviétiques. Cette attaque coûte également la vie à 60 autres personnes et sert de déclencheur à la répression brutale de la population juive d’Odessa, connue sous le nom de massacre d’Odessa.

## Distinctions
À titre posthume, Glogojanu est décoré de l’Ordre de la Couronne (rang Commandeur) et de l’Ordre de Michel le Brave , 3e classe (post mortem) pour son service militaire.